# La Valle (condado de Sauk, Wisconsin)
La Valle es un pueblo ubicado en el condado de Sauk en el estado estadounidense de Wisconsin. En el Censo de 2010 tenía una población de 1.302 habitantes y una densidad poblacional de 14,23 personas por km².

## Geografía
La Valle se encuentra ubicado en las coordenadas 43°35′50″N 90°8′2″O / 43.59722, -90.13389. Según la Oficina del Censo de los Estados Unidos, La Valle tiene una superficie total de 91.52 km², de la cual 87.19 km² corresponden a tierra firme y (4.73%) 4.33 km² es agua.

## Demografía
Según el censo de 2010, había 1.302 personas residiendo en La Valle. La densidad de población era de 14,23 hab./km². De los 1.302 habitantes, La Valle estaba compuesto por el 99.62% blancos, el 0.08% eran afroamericanos, el 0.15% eran amerindios, el 0% eran asiáticos, el 0% eran isleños del Pacífico, el 0.08% eran de otras razas y el 0.08% pertenecían a dos o más razas. Del total de la población el 0.77% eran hispanos o latinos de cualquier raza.